# Чеська астрономічна олімпіада
Чеська астрономічна олімпіада організовується для учнів початкових і середніх шкіл Чеської Республіки. Проводиться за підтримки Міністерства освіти, молоді та спорту Чеської Республіки. На олімпіаді дозволено використання учасниками будь-яких інформаційних ресурсів (за винятком сторонньої допомоги). На заочному турі обов'язкові практичні остережні завдання. Після фінального туру проводиться дводенний відбір кандидатів на Міжнародну астрономічну олімпіаду.

## Історія
Вперше астрономічна олімпіада була проведена у 2003/2004 навчальному році для учнів 8-9 класів початкових шкіл та гімназій (категорія «EF»). На четвертий рік проведення, у 2006/2007, олімпіада включила 6-й і 7-й класи початкових шкіл (категорія «GH»), а на п'ятий рік проведення, у 2007/2008, — учнів 1-го і 2-го років навчання середньої школи (категорія «CD»).

## Структура

### Шкільний тур
Шкільний тур — це 40-хвилинне завдання, яке розв'язується учнем в школі під наглядом учителя або проводиться в обсерваторії. Цей раунд триває з середини вересня до середини грудня.

### Заочний тур
Заочний етап — це проєкт, який виконується вдома, тривалістю до 2,5 місяців. Цей тур проводиться з січня до середини березня.

### Фінальний раунд
Найкращі учасники заочного туру запрошуються на Національний фінал (зазвичай 25 учасників у кожній віковій категорії). Фінали проходять в Остраві (категорія «CD») і Празі (категорії «EF» і «GH») у другій половині травня.

### Конференція
У середині червня відбувається конференція для найкращих учасників категорій «CD» та «EF» в обсерваторії у Валашске Мезіржичі. Тут проходить відбір кандидатів на Міжнародну олімпіаду з астрономії.